# Martin Öhman (operasångare)

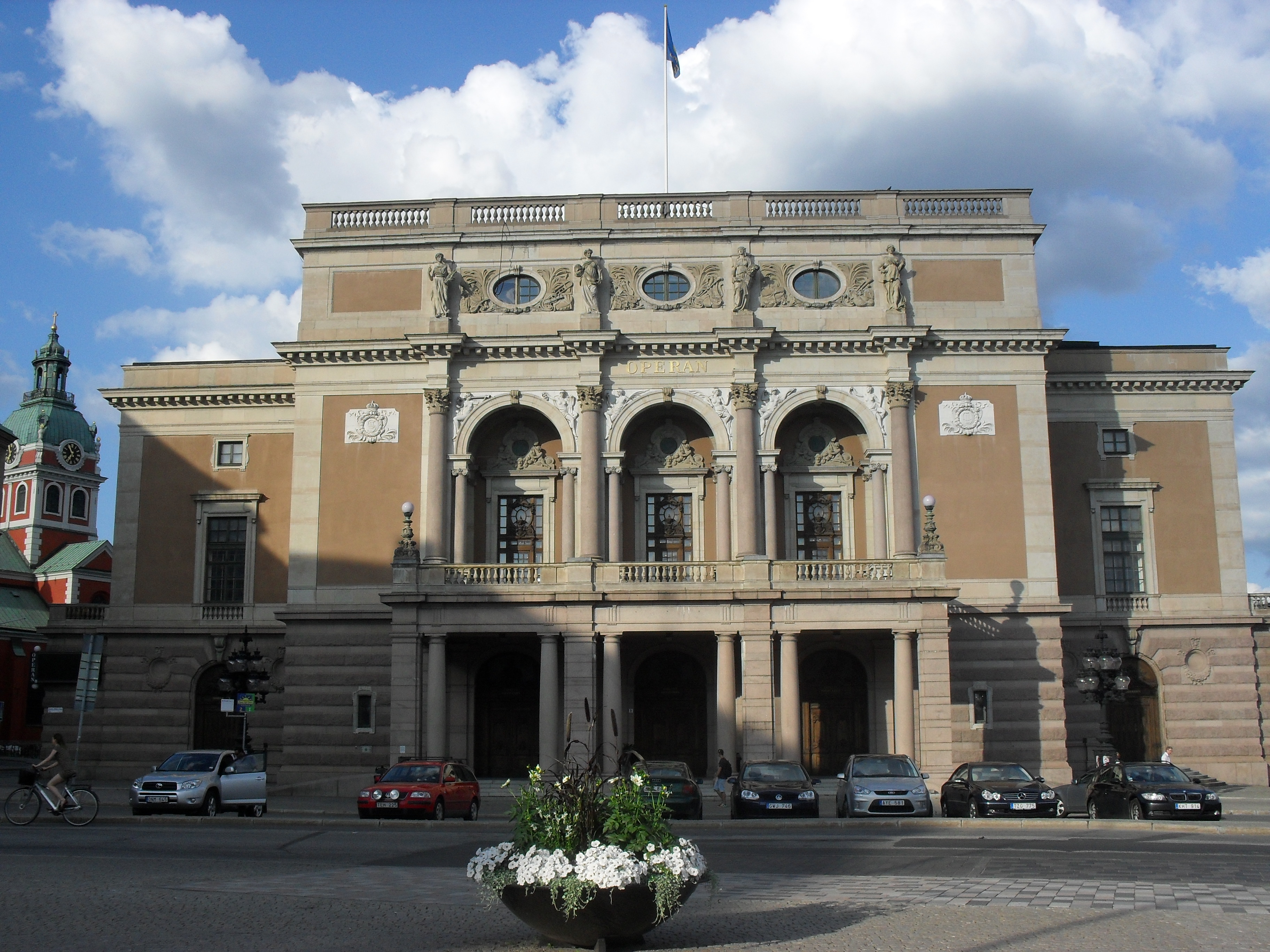
Kungliga Operan i Stockholm där Martin Öhman var engagerad 1919–1920 och 1927–1941.

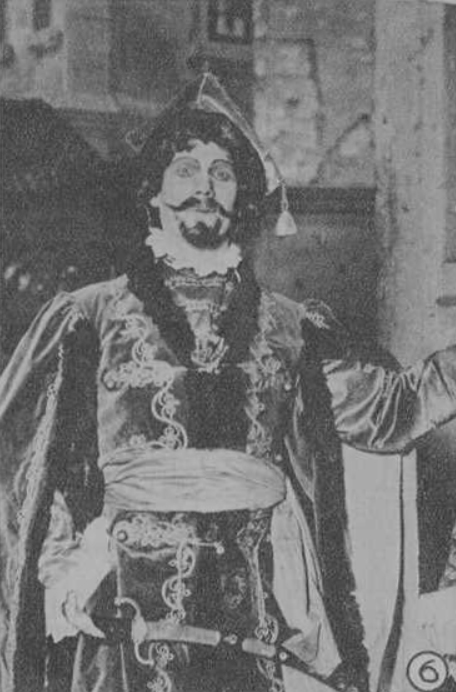
Martin Öhman i Tiggarstudenten omkring 1919.

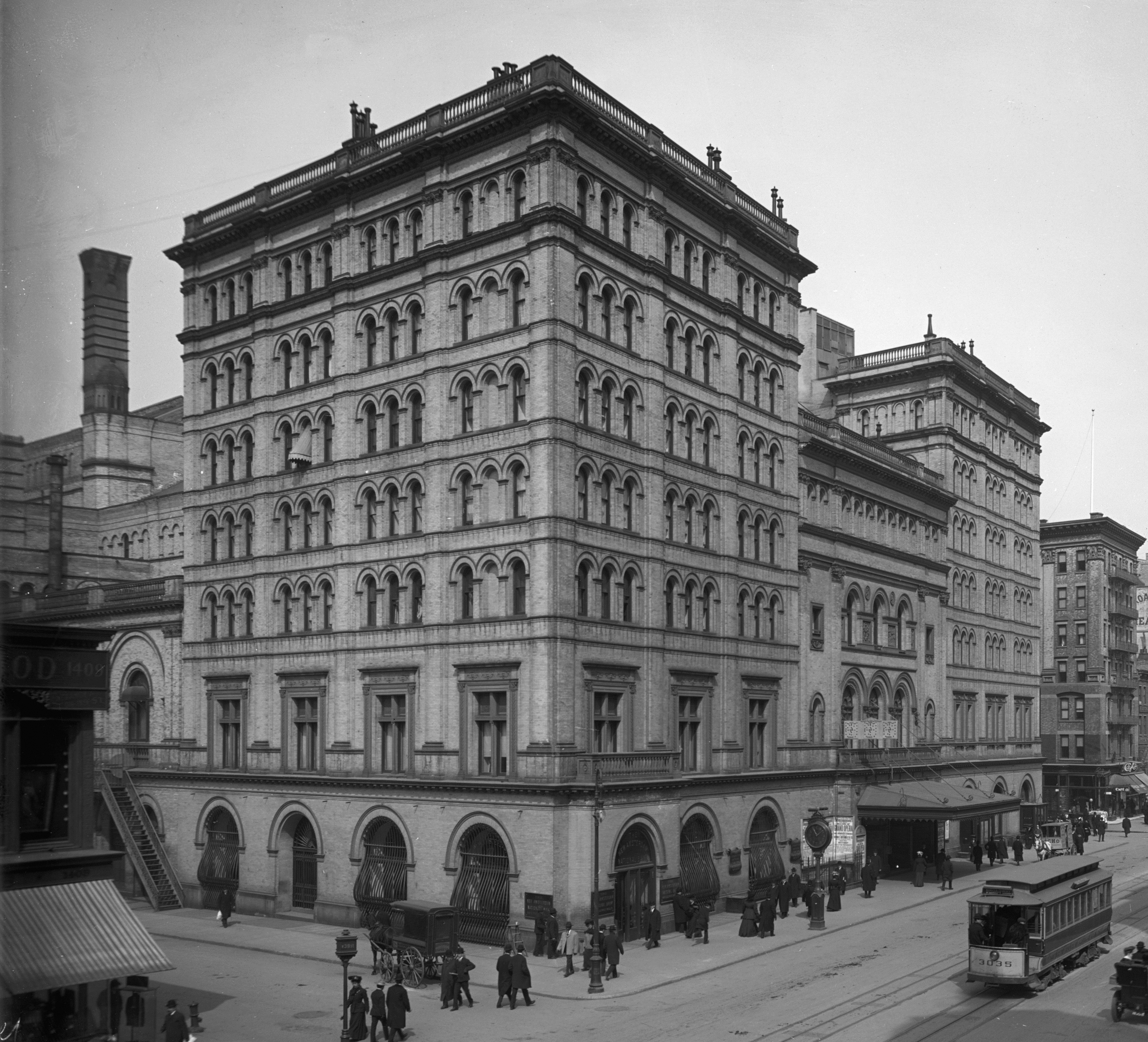
Metropolitan Opera i New York där Öhman var engagerad 1924–25.

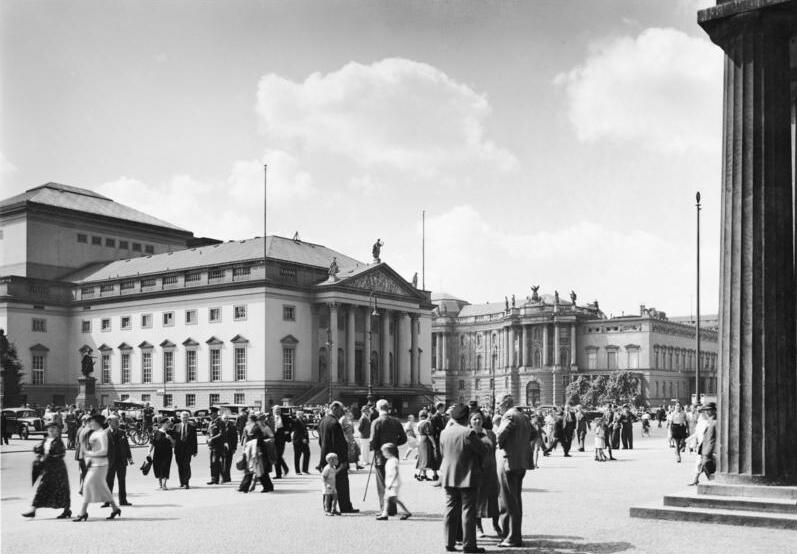
Vid Staatsoper Unter den Linden i Berlin var Öhman engagerad 1925–31.

Carl Martin Öhman, född 4 september 1887 i Floda församling, Södermanland, död 9 december 1967 i Stockholm, var en svensk operasångare (tenor), konsertsångare, sångpedagog och skådespelare. 

## Biografi
Öhman, som var prästson, tog studentexamen 1905 och officersexamen 1907. Han studerade vid Musikkonservatoriet i Stockholm och i Milano. Han scendebuterade 1917 på Stora Teatern i Göteborg som Fra Diavolo i Aubers opera med samma namn. På Storan var han verksam 1917–19 och 1920–23 och vid Kungliga Operan 1919–20. 

### Internationell karriär
Under 1920- och 30-talen var han en av Sveriges internationellt mest kända operasångare och engagerad vid Metropolitan i New York 1924–1925, vid Berliner Staatsoper 1925–1931 och åter vid Kungliga Teatern i Stockholm 1927–1941. Han gästspelade på scener bland annat i Paris, Prag, Wien, Barcelona, Budapest och Hamburg. 
Bland Öhmans elever märks Martti Talvela, Nicolai Gedda, Jan Sparring och Erik Saedén.

### Familj
Martin Öhman var gift första gången 1920 med Anna Rydberg, andra gången 1924 med Anna Robenne, tredje gången 1928 med operasångerskan Isobel Ghasal och fjärde gången 1957 med Anna-Lisa Thorsson-Öhman, född Lundberg. 

### Repertoar
Repertoaren omfattade framför allt de mer lyriska tenorrollerna hos Wagner, men han sjöng också verk av till exempel Verdi, Janáček, Saint-Saëns och Leoncavallo.

## Utmärkelser
Öhman tilldelades utmärkelsen Litteris et Artibus 1927 och utnämndes till hovsångare 1933. 

## Diskografi (urval)
- Walther i Wagners Mästersångarna i Nürnberg. Wagner in Stockholm. Bluebell 0091.
- 18 Royal Swedish Tenors. Blubell.
- Karin Branzell & Martin Oehmann, Historical Recordings from 1924-29. Hamburger Archiv für Gesangskunst, HFG.
- Martin Öhman på Svensk underhållningsmusik, revyer och film 1900–1960
- Martin Öhman på Svensk mediedatabas

## Filmografi (urval)
- 1934 – Sången till henne
- 1933 – Två man om en änka

## Teater

### Roller (ej komplett)
| År   | Roll            | Produktion                                                                | Regi           | Teater                        |
| ---- | --------------- | ------------------------------------------------------------------------- | -------------- | ----------------------------- |
| 1917 | Fra Diavolo     | Fra Diavolo Daniel Auber och Eugène Scribe                                |                | Albert Ranfts operettsällskap |
| 1918 | Eisenstein      | Läderlappen Johann Strauss d.y., Karl Haffner och Richard Genée           |                | Oscarsteatern                 |
| 1919 | Turiddo         | På Sicilien Pietro Mascagni, Giovanni Targioni-Tozzetti och Guido Menasci |                | Kungliga Operan               |
| 1919 | Canio           | Pajazzo Ruggiero Leoncavallo                                              |                | Kungliga Operan               |
| 1919 | Tonio           | Regementets dotter                                                        |                | Kungliga Operan               |
| 1919 | Wilhelm Meister | Mignon                                                                    |                | Kungliga Operan               |
| 1919 | Fra Diavolo     | Fra Diavolo Daniel Auber och Eugène Scribe                                |                | Kungliga Operan               |
| 1932 | Prins Sou-Chong | Leendets land Franz Lehár                                                 | Gösta Ekman    | Konserthusteatern             |
| 1933 | Prins Sou-Chong | Leendets land Franz Lehár                                                 | Gösta Ekman    | Oscarsteatern                 |
| 1938 |                 | Leendets land Franz Lehár                                                 | Harry Bergvall | Oscarsteatern                 |

## Martin Öhmans stipendium

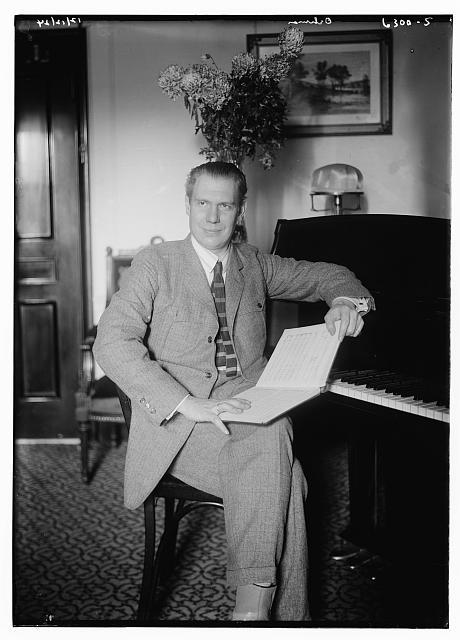
Martin Öhman vid pianot.

Martin Öhman samarbetade under sin karriär mycket med Stockholms Studentsångare. I samband med Öhmans 80-årsdag inrättades en fond i hans namn som förvaltas av Studentsångarnas stipendiestiftelse. Ur fonden delas det regelbundet ut stipendier till en sång- och musikbegåvad stipendiat för vidareutbildning i sång.

### Stipendiater
Ur Martin Öhmans fond har stipendium tilldelats
- Hillevi Martinpelto (1983)
- Maria Andersson (1986)
- Peter Mattei (1990)
- Anders Larsson (1993)
- Katarina Nilsson (1997)
- Markus Schwartz (2001)
- Jakob Högström (2005)
- Frida Jansson (2008)
- Elisabeth Meyer (2011)
- Carl-Fredrik Tohver (2014)
- Johanna Wallroth (2022)[10]